# Кинг-Джордж (округ)
Округ Кинг-Джордж (англ. King George County) располагается в США, в штате Виргиния. По состоянию на 2010 год, численность населения составляла 23 284 человек. 

## География
По данным Бюро переписи США, общая площадь округа равняется 487 км², из которых 466 км² суша и 21 км² или 4,3 % это водоемы.

### Соседние округа
- Чарльз (Мэриленд) — северo
- Каролайн (Виргиния) — юг
- Эссекс (Виргиния) — юг
- Уэстморленд (Виргиния) — восток
- Стаффорд (Виргиния) — запад

## Демография
По данным переписи населения 2000 года в округе проживает 23 584 жителей в составе 9 411 домашних хозяйств и 4 525 семей. Плотность населения составляет 36 человек на км². На территории округа насчитывается 6 820 жилых строений, при плотности застройки 15 строений на км². Расовый состав населения: белые — 76,7 %, афроамериканцы — 17,9 %, коренные американцы (индейцы) — 0,5 %, азиаты — 1,2 %, гавайцы — 0,1 %, представители других рас — 0,8 %, представители двух или более рас — 2,9 %. Испаноязычные составляли 3,3 % населения.
В составе 38,00 % из общего числа домашних хозяйств проживают дети в возрасте до 18 лет, 59,50 % домашних хозяйств представляют собой супружеские пары проживающие вместе, 10,50 % домашних хозяйств представляют собой одиноких женщин без супруга, 25,70 % домашних хозяйств не имеют отношения к семьям, 20,40 % домашних хозяйств состоят из одного человека, 6,00 % домашних хозяйств состоят из престарелых (65 лет и старше), проживающих в одиночестве. Средний размер домашнего хозяйства составляет 2,70 человека, и средний размер семьи 3,12 человека.
Возрастной состав округа: 27,80 % моложе 18 лет, 8,20 % от 18 до 24, 31,70 % от 25 до 44, 22,70 % от 45 до 64 и 9,60 % от 65 и старше. Средний возраст жителя округа 35 лет. На каждые 100 женщин приходится 101,00 мужчин. На каждые 100 женщин старше 18 лет приходится 99,40 мужчин.
Средний доход на домохозяйство в округе составлял 49 882 USD, на семью — 55 160 USD. Среднестатистический заработок мужчины был 38 600 USD против 26 350 USD для женщины. Доход на душу населения составлял 21 562 USD. Около 4,40 % семей и 5,60 % общего населения находились ниже черты бедности, в том числе — 6,10 % молодёжи (тех кому ещё не исполнилось 18 лет) и 6,40 % тех кому было уже больше 65 лет.